# Kdb+
kdb+ 是具有内存（IMDB）功能的列式关系型时间序列数据库（TSDB），由KX开发和推廣。 这个数据库主要用于高速交易中存储、分析、处理和检索大型数据集。kdb+具有处理数十亿条记录并分析数据库中数据的能力。該数据库在多个操作系统上提供32位元和64位元版本。金融机构使用kdb+来分析时间序列数据，例如股票或商品交易数据。此外，该数据库还被應用于其他时间敏感的数据場景，包括商品市场（如能源交易）、电信、传感器数据、日誌数据、机器和计算机网络使用监控，以及在一级方程式赛车中的实时分析。

## 概述
kdb+ 是一种高性能的列式数据库，專門用於处理和存储大量数据。常用数据被加載到随机存取存储器（RAM）中，其存取速度遠高於磁盘存储。該数据库专为金融机构设计，用作存储时间序列数据的中央存储库，支持对数十亿条记录进行实时分析。 kdb+ 能夠分析随时间变化的数据，并响应与结构化查询语言（SQL）类似的查询。
相比基于行的数据库管理系统，列式数据库在回應某些查询時更加高效。 kdb+的字典、表和纳秒时间戳是本地数据类型，用于存储时间序列数据。
kdb+ 的核心是内置的编程语言q，它是一种简洁、具有表达力的查询数组语言，也是APL語言的方言。Q 能夠處理串流、实时和历史数据。kdb+ 使用 q進行數據聚合和分析，执行统计函数，连接数据集并支持 SQL 查询。 向量语言 q 为速度和表达力而設計，消除了大多数循环结构的需要。 kdb+ 包含了C、C++、 Java、C♯和Python中的接口。

## 历史
1998年，KX发布了由Arthur Whitney编写、基于K语言构建的数据库kdb。2003年，64位版本的kdb+面世。2004年，kdb+ tick市场数据库框架与kdb+ taq一同亮相，后者是纽约证券交易所（NYSE）taq数据的加载器。kdb+是基于Arthur Whitney在数组语言领域的早期工作创建的。
2007年4月，KX公司宣布将推出适用於Mac OS X的kdb+版本。当时，kdb+已支持Linux、Windows和Solaris操作系统。
2012年9月，kdb+3.0版本发布，针对英特尔升级后的处理器进行了优化，支持WebSocket、全局唯一标识符（GUID）和通用唯一识别码（UUID）。当时，英特尔高级矢量扩展（AVX）和流SIMD扩展4（SSE4）4.2在Sandy Bridge处理器上为kdb+系统提供了增强支持。2013年6月，kdb+3.1版本发布，相较于旧版本，性能提高了8倍。
2020年3月，kdb+4.0版本发布。 新功能包括多线程原语（原語是q語言中作為內建函數的運算子）、英特尔Optane DC持久内存支持和非活躍數據的加密。

## 外部連結
- 官方网站
- Developer Community （页面存档备份，存于）
- Documentation （页面存档备份，存于）